# Præambel
Begrebet præambel, etymologisk kan det føres tilbage til det latinske praeambulare (forgående) over det middelalderlatinske praeambulum (indledning). Præambel betegner i dag en forklaring eller erklæring som indledning til en lovtekst. De findes sjældent i moderne dansk lovgivning, men ofte i traktater og i mange fremmede lande særligt i forfatninger. Præambler er også en fast bestanddel af EU-retsakter. Man kan sige, at moderne præambler er en fremstilling af motiver, hensigter og andre emner, hvorom der er enighed. Som nævnt anvendes præambler sjældent i danske lovtekster, Grønlands og Færøernes selvstyrelove er nogle af de få eksempler på at de har været anvendt. I ældre tid var præambler eller fortaler mere almindelige, særligt kendt er fortalen til Kong Valdemars Jyske Lov, også Kongeloven og Danske Lov indeholder længere fortaler. 